# Peter Sebastian Goveas
Peter Sebastian Goveas (ur. 8 lutego 1955 w Hosabettu) – indyjski duchowny rzymskokatolicki, od 2017 biskup Bettiah.

## Życiorys
Święcenia kapłańskie otrzymał 9 grudnia 1983 i został inkardynowany do diecezji Bhagalpur. Pracował głównie jako duszpasterz parafialny. W latach 2013–2017 kierował także kilkoma katolickimi szkołami oraz pełnił funkcję wikariusza generalnego diecezji.
22 lipca 2017 został prekonizowany biskupem Bettiah. Święceń biskupich udzielił mu 19 października 2017 abp William D’Souza.